# 沙尔姆 (上马恩省)
沙尔姆（法語：Charmes，法語發音：[ʃaʁm] ⓘ）是法国上马恩省的一个市镇，属于朗格勒区。

## 地理
沙尔姆（47°55'13"N, 5°21'4"E）面积6.04 平方千米，位于法国大東部大區上马恩省，该省份为法国东北部内陆省份，北起马恩省和默兹省，西接奥布省，西南接科多尔省，东南接上索恩省，东临孚日省。
与沙尔姆接壤的市镇（或旧市镇、城区）包括：于姆-若克奈、罗朗蓬、巴讷、尚皮尼莱朗格勒、尚热。

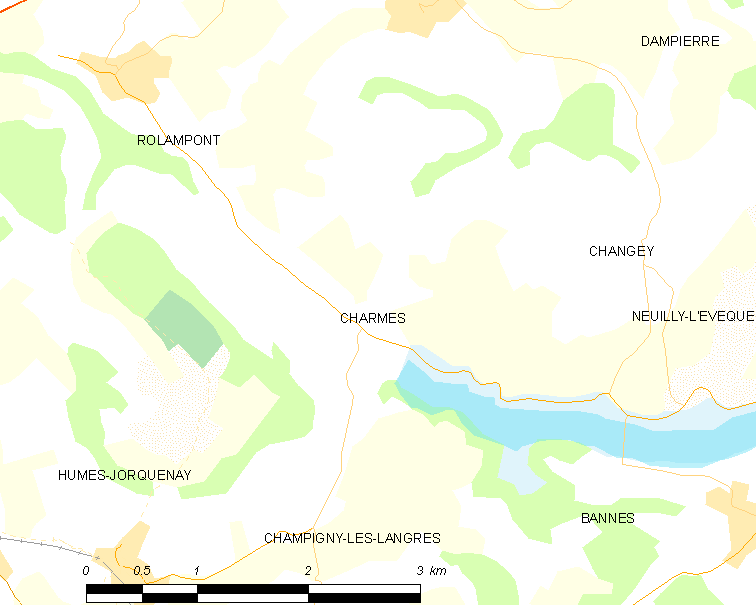
的OSM定位图

沙尔姆的时区为UTC+01:00、UTC+02:00（夏令时）。

## 行政
沙尔姆的邮政编码为52360，INSEE市镇编码为52108。

## 政治
沙尔姆所属的省级选区为诺让县。

## 人口

1962-2008年间人口变化图示

沙尔姆于2022年1月1日时的人口数量为149人。